# Уполу
Уполу (англ. и самоан. Upolu) — остров вулканического происхождения в южной части Тихого океана, входящий в состав Самоа.

## География
Длина острова — 75 км, площадь — 1118,7 км² (включая расположенные вокруг Уполу восемь крошечных островков — 1125 км²). На западе острова расположен международный аэропорт Фалеоло, на севере — столица Самоа — Апиа. На острове не было исторически задокументированных извержений.
На острове проживает самый маленький вид пауков Patu marplesi, внесённый в Книгу рекордов Гиннесса.
На острове расположено несколько кратерных пресноводных озёр, в том числе: Ланотоо, Фити, Ланонанеа, Оломага, Ланотаата; его также пересекают несколько небольших рек, в том числе — Фагафалоа. 
Имеются водопады: Тогитогига, Сопоага, Фуипизия, Папапапаи-Таи.

## История
В самоанской мифологии Уполу была первой женщиной на острове. В конце XVIII и начале XIX веков остров иногда также называли Оялава или Ойолова. В конце XIX века Роберт Льюис Стивенсон владел на острове плантацией площадью 1,6 км² и умер на нём в 1894 году.

## Население
В 2006 году численность населения острова составляла 136 674 человека. Он является самым заселённым островом из архипелага Самоа.

## Административное деление
Из 11 округов Самоа на острове Уполу находится 5:
| № на карте | Округ          | Административный центр | Площадь округа, км² | Население округа, чел. (2006) | Плотность, чел./км² |
| ---------- | -------------- | ---------------------- | ------------------- | ----------------------------- | ------------------- |
| Уполу      |                |                        |                     |                               |                     |
| 1          | Туамасага      | Афега                  | 479                 | 85 112                        | 177,69              |
| 2          | Аана           | Леулумоега             | 193                 | 20 769                        | 107,61              |
| 3          | Аига-и-ле-Таи¹ | Мулифануа              | 27                  | 4 857                         | 179,89              |
| 4          | Атуа²          | Луфилуфи               | 413                 | 21 826                        | 52,85               |
| 5          | Ваа-о-Фоноти   | Самамеа                | 38                  | 1 624                         | 42,74               |
|            | Всего          |                        | 1118,7              | 136 674                       | 122,17              |

¹ включая острова Маноно, Аполима и Нуулопа
² включая острова Алеипата и остров Нуусафее